# Trichocnaeia
Trichocnaeia is een kevergeslacht uit de familie van de boktorren (Cerambycidae). De wetenschappelijke naam van het geslacht werd voor het eerst geldig gepubliceerd in 1959 door Breuning.

## Soorten
Trichocnaeia is monotypisch en omvat slechts de volgende soort:
- Trichocnaeia hilarula (Broun, 1880)